# Säxbergs naturreservat
Säxbergs naturreservat är ett naturreservat i Mora kommun i Dalarnas län.
Området är naturskyddat sedan 2019 och är 66 hektar stort. Reservatet ligger nordost om sjön Säxen och består av kuperad terräng med hällmarkstallskog och granskog.